# Aulacaspis marina
Aulacaspis marina är en insektsart som beskrevs av Sadao Takagi och Williams 1998. Aulacaspis marina ingår i släktet Aulacaspis och familjen pansarsköldlöss. Inga underarter finns listade i Catalogue of Life.